# Ferdinand Kren
Ferdinand Kren (Ruma, 30. maj 1826 — Čačak, 10. avgust 1894) bio je industrijalac i jedan od najzaslužnijih građana Čačka.

## Biografija
Završio je pinterski zanat. U Čačak je došao 1849. sa bratom Jakovom, gde je 1850.otvorio pivaru. Pored piva, proizvodio je i konjak. Godine 1864. postao je srpski državljanin i prešao u pravoslavnu veru. Održavao je privredne veze sa inostranstvom — iz Mađarske je uvozio krompir i podsticao njegovu proizvodnju.
Bio je građevinski preduzimač. Zajedno sa Jevremom Savićem, majstorom iz Brđana, podigao je, pored ostalih zdanja, objekat Okružnog načelstva i Okružnog suda u Čačku (1875). Osnovao je i pomagao gradski fond za pomoć siromašnim đacima i streljački klub, a pokrenuo je i inicijativu za podizanje spomenika Tanasku Rajiću. Pomagao je Čačansku crkvu, manastire i izgradnju Vrnjačke Banje.
Godine 1877. izabran je za poslanika Velike narodne skupštine Srbije za varoš Čačak. U srpsko-turskim ratovima od 1876. do 1878. bio je intendant Čačanske brigade. Iz ratnih godina izašao je sa spomenicom i ordenom Takovskog krsta V reda. Taj orden IV reda dobio je i 1889. za privrednu aktivnost.
Bio je jedan od osnivača Šumadijskog kola jahača „Knez Mihailo“ u Čačku (konjički klub). Sahranjen je u porodičnoj kapeli na Čačanskom groblju, koju je projektovao njegov kum Nikola Zega, nastavnik crtanja u čačanskoj gimnaziji.
Knjigu o Ferdinandu Krenu i njegovoj porodici objavila je Marija Bokarev, praunuka Ferdinanda Krena, 2008.godine pod imenom "Porodica Kren začetnik industrije u Čačku". Izdavač je bio Međuopštinski istorijski arhiv Čačak.